# 連署 (鎌倉幕府)
連署（れんしょ）是鎌倉幕府的役職。執權的補佐役，次於執權的重職，實質上的「副執權」。1224年（元應3年），始於北條泰時任命叔父北條時房。在幕府的公文書上，和執權連名署名而得名。也稱執權複數制。
成立當初不存在「連署」的職名，初代連署北條時房被視為「執權」，鎌倉幕府施行「兩執權體制」。表面上或實質上都是複數的執權體制，該職名反映合議制下尊重北條泰時的信條。通常，由北條氏一門之中的有力者就任。

## 連署一覽
日期是舊曆
1. 北條時房 元應3年（1224年）6月28日～仁治元年（1240年）1月24日 ＜得宗[2]＞
2. 北條重時 寶治元年（1247年）7月27日～康元元年（1256年）3月11日 ＜得宗、極樂寺流祖＞
3. 北條政村 康元元年（1256年）3月30日～文永元年（1264年）8月11日 ＜得宗、政村流祖＞
4. 北條時宗 文永元年（1264年）8月11日～文永5年（1268年）3月5日 ＜得宗＞
5. 北條政村（再任） 文永5年（1268年）3月5日～文永10年（1273年）5月27日
6. 北條義政 文永10年（1273年）6月17日～建治3年（1277年）4月4日 ＜極樂寺流、塩田流祖＞
7. 北條業時 弘安6年（1283年）4月16日～弘安10年（1287年）6月18日 ＜極樂寺流、普恩寺流祖＞
8. 大佛宣時 弘安10年（1287年）8月19日～正安3年（1301年）8月23日 ＜大佛流[2]＞
9. 北條時村 正安3年（1301年）8月23日～嘉元3年（1305年）4月23日 ＜政村流＞
10. 大佛宗宣 嘉元3年（1305年）7月22日～應長元年（1311年）10月3日 ＜大佛流＞
11. 北條煕時 應長元年（1311年）10月3日～正和元年（1312年）6月2日 ＜政村流＞
12. 金澤貞顯 正和4年（1315年）7月12日～嘉曆元年（1326年）3月16日 ＜金澤流＞
13. 北條維貞 嘉曆元年（1326年）4月24日～嘉曆2年（1327年）9月7日 ＜大佛流＞
14. 北條茂時 元德2年（1330年）7月9日～元弘3年（1333年）5月22日 ＜政村流＞

## 鎌倉幕府以降
鎌倉幕府滅亡後，武家社會無「連署」的職名，和責任者連名署名者稱作加判、加判眾等。

## 脚注
1. ↑  上横手雅敬「鎌倉時代 その光と影」（吉川弘文館歴史文化セレクション ISBN 4-642-06304-8 199P）
2. 1 2  大佛流始祖・朝直是時房四男

## 關連項目
- 鎌倉幕府